# Día Internacional de la Democracia
El Día Internacional de la Democracia es una jornada que se celebra anualmente el 15 de septiembre desde 2008, fue promulgada por la Asamblea General de la ONU en el 2007.

## Proclamación
El Día Internacional de la Democracia fue proclamado por la Asamblea General de las Naciones Unidas el 8 de noviembre de 2007. Esta iniciativa busca promover la gobernanza democrática como un conjunto de valores y principios fundamentales para garantizar la igualdad, la seguridad y el desarrollo de todos los seres humanos. La proclamación destaca la importancia de la democracia como un proceso continuo que requiere el apoyo y la participación activa de la comunidad internacional, los gobiernos, la sociedad civil y los individuos. El objetivo es lograr que el ideal democrático sea una realidad para todos, en todas partes.

## Celebración
La fecha de celebración es el 15 de septiembre, escogida para coincidir con la conmemoración de la adopción de la Declaración Universal de la Democracia por la Unión Interparlamentaria en 1997. La primera celebración oficial tuvo lugar en 2008. Desde entonces, se llevan a cabo actividades y eventos en todo el mundo para reflexionar sobre el estado de la democracia y promover su fortalecimiento.

## Temas
- 2008: Primera celebración[5][6]
- 2009: La democracia es...[6]
- 2010: La democracia y los Objetivos de Desarrollo del Milenio[6]
- 2011: Paz y Democracia: haz que tu voz se oiga[6]
- 2012: Educación para la democracia[6]
- 2013: Reforzar las voces de la Democracia[6]
- 2014: Retos y oportunidades que conlleva una mayor implicación de los jóvenes en los procesos democrático[6]
- 2015: Espacio para la sociedad civil[7]
- 2016: Más Colegio, más Democracia[8][9]
- 2017: Democracia y prevención de conflictos[10]
- 2018: La democracia en tiempos de tensión: soluciones para un mundo cambiante[11]
- 2019: Participation,[12] ('Participación')
- 2020: Atender a la democracia durante el COVID-19[13]
- 2021: Empoderar a la próxima generación[14]
- 2022: Proteger la Libertad de Prensa para la Democracia[15]
- 2023: Empoderar a la próxima generación[16][17]